# Reprezentacja Zjednoczonych Emiratów Arabskich w piłce nożnej plażowej mężczyzn
Reprezentacja Zjednoczonych Emiratów Arabskich w piłce nożnej plażowej mężczyzn – męska piłkarska reprezentacja Zjednoczonych Emiratów Arabskich w piłce nożnej plażowej. Największymi sukcesami reprezentacji jest zdobycie złota na mistrzostwach Azji w 2007 i 2008 roku.

## Udział w turniejach międzynarodowych

### Mistrzostwa Świata
Na podstawie:
| Rok   | Runda                   | M                       | W                       | R                       | P                       | GZ                      | GS                      |
| ----- | ----------------------- | ----------------------- | ----------------------- | ----------------------- | ----------------------- | ----------------------- | ----------------------- |
| 2005  | Nie zakwalifikowały się | Nie zakwalifikowały się | Nie zakwalifikowały się | Nie zakwalifikowały się | Nie zakwalifikowały się | Nie zakwalifikowały się | Nie zakwalifikowały się |
| 2006  | Nie zakwalifikowały się | Nie zakwalifikowały się | Nie zakwalifikowały się | Nie zakwalifikowały się | Nie zakwalifikowały się | Nie zakwalifikowały się | Nie zakwalifikowały się |
| 2007  | Faza grupowa            | 3                       | 0                       | 0                       | 3                       | 13                      | 16                      |
| 2008  | Faza grupowa            | 3                       | 1                       | 0                       | 2                       | 12                      | 14                      |
| 2009  | Faza grupowa            | 3                       | 1                       | 0                       | 2                       | 12                      | 12                      |
| 2011  | Nie zakwalifikowały się | Nie zakwalifikowały się | Nie zakwalifikowały się | Nie zakwalifikowały się | Nie zakwalifikowały się | Nie zakwalifikowały się | Nie zakwalifikowały się |
| 2013  | Faza grupowa            | 3                       | 0                       | 0                       | 3                       | 8                       | 14                      |
| 2015  | Nie zakwalifikowały się | Nie zakwalifikowały się | Nie zakwalifikowały się | Nie zakwalifikowały się | Nie zakwalifikowały się | Nie zakwalifikowały się | Nie zakwalifikowały się |
| 2017  | Faza grupowa            | 3                       | 1                       | 1                       | 1                       | 6                       | 6                       |
| 2019  | Faza grupowa            | 3                       | 1                       | 0                       | 2                       | 6                       | 9                       |
| 2021  | Faza grupowa            | 3                       | 0                       | 1                       | 2                       | 9                       | 12                      |
| 2023  | Awans                   | ?                       | ?                       | ?                       | ?                       | ?                       | ?                       |
| 2025  | ?                       | ?                       | ?                       | ?                       | ?                       | ?                       | ?                       |
| Razem | Turniejów finał.        | 21                      | 4                       | 2                       | 15                      | 66                      | 83                      |

### Mistrzostwa Azji
Na podstawie:
| Rok   | Runda                                            | M                                                | W                                                | R                                                | P                                                | GZ                                               | GS                                               |
| ----- | ------------------------------------------------ | ------------------------------------------------ | ------------------------------------------------ | ------------------------------------------------ | ------------------------------------------------ | ------------------------------------------------ | ------------------------------------------------ |
| 2006  | Faza grupowa                                     | 2                                                | 0                                                | 0                                                | 2                                                | 7                                                | 11                                               |
| 2007  | I miejsce                                        | 6                                                | 4                                                | 2                                                | 0                                                | 21                                               | 10                                               |
| 2008  | I miejsce                                        | 6                                                | 4                                                | 2                                                | 0                                                | 18                                               | 6                                                |
| 2009  | Nie zakwalifikowały się pomimo bycia gospodarzem | Nie zakwalifikowały się pomimo bycia gospodarzem | Nie zakwalifikowały się pomimo bycia gospodarzem | Nie zakwalifikowały się pomimo bycia gospodarzem | Nie zakwalifikowały się pomimo bycia gospodarzem | Nie zakwalifikowały się pomimo bycia gospodarzem | Nie zakwalifikowały się pomimo bycia gospodarzem |
| 2011  | IV miejsce                                       | 6                                                | 4                                                | 0                                                | 2                                                | 20                                               | 12                                               |
| 2013  | III miejsce                                      | 5                                                | 4                                                | 0                                                | 1                                                | 23                                               | 11                                               |
| 2015  | V miejsce                                        | 5                                                | 3                                                | 0                                                | 2                                                | 20                                               | 9                                                |
| 2017  | II miejsce                                       | 5                                                | 4                                                | 0                                                | 1                                                | 25                                               | 16                                               |
| 2019  | II miejsce                                       | 6                                                | 5                                                | 0                                                | 1                                                | 28                                               | 10                                               |
| 2023  | IV miejsce                                       | 6                                                | 3                                                | 0                                                | 3                                                | 18                                               | 21                                               |
| Razem | Turniejów finał.                                 | 47                                               | 31                                               | 4                                                | 12                                               | 180                                              | 106                                              |

## Obecny skład
Aktualny skład drużyny można przeglądać tutaj.